# (500166) 2012 FS12
(500166) 2012 FS12 es un asteroide perteneciente al cinturón de asteroides, descubierto el 16 de marzo de 2012 por el equipo del Spacewatch desde el Observatorio Nacional de Kitt Peak, Arizona, Estados Unidos.

## Designación y nombre
Designado provisionalmente como 2012 FS12.

## Características orbitales
2012 FS12 está situado a una distancia media del Sol de 2,335 ua, pudiendo alejarse hasta 2,782 ua y acercarse hasta 1,888 ua. Su excentricidad es 0,191 y la inclinación orbital 2,985 grados. Emplea 1303,64 días en completar una órbita alrededor del Sol.

## Características físicas
La magnitud absoluta de 2012 FS12 es 17,9.